# Dichtefunktion
Eine Dichtefunktion, kurz Dichte, ist eine spezielle reellwertige Funktion, die hauptsächlich in den mathematischen Teilgebieten der Stochastik und der Maßtheorie vorkommt. Dort dienen Dichtefunktionen zur Konstruktion von Maßen oder signierten Maßen über Integrale.
Bekanntestes Beispiel von Dichtefunktionen sind die Wahrscheinlichkeitsdichtefunktionen aus der Wahrscheinlichkeitstheorie. Mit ihrer Hilfe lassen sich viele Wahrscheinlichkeitsmaße konstruieren, ohne auf tiefliegendere maßtheoretische Methoden und Strukturen zurückgreifen zu müssen.

## Definition
Gegeben sei ein Maßraum {\displaystyle (X,{\mathcal {A}},\mu )} sowie eine positive {\displaystyle \mu }-quasiintegrierbare Funktion
{\displaystyle f\colon X\to \mathbb {R} }.
Dann lässt sich durch
{\displaystyle \mu _{f}(A):=\int _{A}f(x)\,\mathrm {d} \mu (x)} für alle {\displaystyle A\in {\mathcal {A}}}
ein Maß definieren. Die Funktion {\displaystyle f} heißt dann die Dichtefunktion des Maßes.
Sind umgekehrt {\displaystyle \mu } und {\displaystyle \nu } Maße auf {\displaystyle (X,{\mathcal {A}})} und ist
{\displaystyle \nu (A)=\int _{A}f_{\nu }(x)\,\mathrm {d} \mu (x)} für eine positive quasiintegrierbare Funktion {\displaystyle f_{\nu }} und alle {\displaystyle A\in {\mathcal {A}}},
so heißt {\displaystyle f_{\nu }} die Dichtefunktion des Maßes {\displaystyle \nu } bezüglich des Maßes {\displaystyle \mu }. Die Funktion wird dann auch als Radon-Nikodým-Dichte oder Radon-Nikodým-Ableitung bezeichnet und als {\displaystyle {\tfrac {\mathrm {d} \nu }{\mathrm {d} \mu }}} notiert.
Die Definition für signierte Maße ist in beiden Fällen identisch, lediglich die Positivität der quasiintegrierbaren Funktionen wird fallengelassen.

## Beispiele

### Wahrscheinlichkeitsdichtefunktionen
Typisches Beispiel von Dichtefunktionen sind Wahrscheinlichkeitsdichtefunktionen. Dies sind Dichtefunktionen bezüglich des Lebesgue-Maßes {\displaystyle \lambda } bzw. des Lebesgue-Integrals, bei denen das Maß des Grundraumes eins ist. Die Vorgabe solch einer Funktion {\displaystyle f_{P}} ist eine einfache Möglichkeit, Wahrscheinlichkeitsmaße über
{\displaystyle P(A)=\int _{A}f_{P}(x)\,\mathrm {d} \lambda (x)}
zu definieren. Wahrscheinlichkeitsmaße, die sich so definieren lassen, werden absolutstetige Wahrscheinlichkeitsmaße genannt. Sie ermöglichen einen elementaren Zugang zur Wahrscheinlichkeitstheorie, häufig wird dann auch auf die Verwendung des Lebesgue-Integrals verzichtet und stattdessen das Riemann-Integral benutzt. Dann findet sich entsprechend die Notation {\displaystyle \mathrm {d} x} anstelle von {\displaystyle \mathrm {d} \lambda (x)}.

### Zähldichten
Ein weiteres Beispiel für Dichtefunktionen sind Zähldichten, auch Wahrscheinlichkeitsfunktionen genannt. Sie ordnen im einfachsten Fall jeder natürlichen Zahl eine positive Zahl zu:
{\displaystyle f\colon \mathbb {N} \to [0,\infty )}.
Dabei summieren sich die Funktionswerte zu eins auf und definieren damit über
{\displaystyle P(\{k\}):=f(k)}
eine diskrete Wahrscheinlichkeitsverteilung. Wählt man als Maß nun das Zählmaß {\displaystyle \mu } auf {\displaystyle \mathbb {N} }, so ist
{\displaystyle P(A)=\sum _{k\in A}f(k)=\int _{A}f(k)\,\mathrm {d} \mu (k)}.
Zähldichten sind somit Dichtefunktionen bezüglich des Zählmaßes.

## Existenz
Per Definition lässt sich jede positive quasiintegrierbare Funktion in Kombination mit einem Maß zur Definition eines weiteren Maßes heranziehen und damit zur Dichtefunktion erklären.
Sind jedoch zwei Maße {\displaystyle \mu ,\nu } gegeben, so stellt sich die Frage, ob {\displaystyle \nu } eine Dichtefunktion bezüglich {\displaystyle \mu } besitzt oder umgekehrt. Diese Frage beantwortet der Satz von Radon-Nikodým:
Ist {\displaystyle \mu } σ-endlich und ist {\displaystyle \nu } absolut stetig bezüglich {\displaystyle \mu }, so besitzt {\displaystyle \nu } eine Dichtefunktion bezüglich {\displaystyle \mu }.